# Championnats d'Europe de RS:X
Les championnats d'Europe de RS:X sont une compétition internationale de sport nautique sous l'égide de la Fédération internationale de voile (ISAF). La RS:X est une planche à voile utilisée dans les épreuves de voile aux Jeux olympiques depuis Pékin 2008.

## Éditions
| \| Année \| Lieu \| Dates \| \| ----- \| --------- \| --------------------- \| \| 2006 \| Alaçatı \| 11–16 juin \| \| 2007 \| Limassol \| 9–15 juin \| \| 2008 \| Brest \| 5–11 mai \| \| 2009 \| Tel Aviv \| 15–21 juin \| \| 2010 \| Sopot \| 1er–10 juillet \| \| 2011 \| Bourgas \| 12–18 septembre \| \| 2012 \| Madère \| 24 février – 1er mars \| \| 2013 \| Brest \| 30 juin – 7 juillet \| \| 2014 \| Çeşme \| 28 juin – 5 juillet \| \| 2015 \| Mondello \| 20–27 juin \| \| 2016 \| Helsinki \| 4–9 juillet \| \| 2017 \| Marseille \| 8–13 mai \| \| 2018 \| Sopot \| 19–25 août \| \| 2019 \| Majorque \| 9–13 avril \| \| 2020 \| Vilamoura \| 24–28 novembre[1] \| \| 2021 \| Vilamoura \| 9–13 mars \| |           |                       |
| Année | Lieu      | Dates                 |
| 2006 | Alaçatı   | 11–16 juin            |
| 2007 | Limassol  | 9–15 juin             |
| 2008 | Brest     | 5–11 mai              |
| 2009 | Tel Aviv  | 15–21 juin            |
| 2010 | Sopot     | 1er–10 juillet        |
| 2011 | Bourgas   | 12–18 septembre       |
| 2012 | Madère    | 24 février – 1er mars |
| 2013 | Brest     | 30 juin – 7 juillet   |
| 2014 | Çeşme     | 28 juin – 5 juillet   |
| 2015 | Mondello  | 20–27 juin            |
| 2016 | Helsinki  | 4–9 juillet           |
| 2017 | Marseille | 8–13 mai              |
| 2018 | Sopot     | 19–25 août            |
| 2019 | Majorque  | 9–13 avril            |
| 2020 | Vilamoura | 24–28 novembre        |
| 2021 | Vilamoura | 9–13 mars             |

## Palmarès

### Hommes
| Éditions | Or                     | Argent                   | Bronze                 |
| -------- | ---------------------- | ------------------------ | ---------------------- |
| 2006     | Nick Dempsey           | Joeri van Dijk           | Nicolas Huguet         |
| 2007     | Przemyslav Miarczynski | Piotr Myszka             | Nicolas Le Gal         |
| 2008     | João Rodrigues         | Julien Bontemps          | Przemyslav Miarczynski |
| 2009     | Shahar Zubari          | Julien Bontemps          | Ivan Pastor Lafuente   |
| 2010     | Shahar Zubari          | Byron Kokkalanis         | Piotr Myszka           |
| 2011     | Piotr Myszka           | Byron Kokkalanis         | Ivan Pastor Lafuente   |
| 2012     | Przemyslav Miarczynski | Byron Kokkalanis         | Piotr Myszka           |
| 2013     | Byron Kokkalanis       | Shahar Zubari            | Pierre Le Coq          |
| 2014     | Piotr Myszka           | Julien Bontemps          | Przemyslav Miarczynski |
| 2015     | Pawel Tarnowski        | Dorian van Rijsselberge  | Louis Giard            |
| 2016     | Thomas Goyard          | Kieran Holmes-Martin     | Pawel Tarnowski        |
| 2017     | Louis Giard            | Byron Kokkalanis         | Mattia Camboni         |
| 2018     | Mattia Camboni         | Yoav Omer                | Shahar Zubari          |
| 2019     | Kiran Badloe           | Dorian van Rijsselberghe | Thomas Goyard          |
| 2020     | Yoav Cohen             | Shahar Zubari            | Kiran Badloe           |
| 2021     | Kiran Badloe           | Mattia Camboni           | Ofek Elimelech         |

### Femmes
| Éditions | Or                    | Argent                | Bronze                |
| -------- | --------------------- | --------------------- | --------------------- |
| 2006     | Blanca Manchón        | Bryony Shaw           | Pauline Perrin        |
| 2007     | Marina Alabau         | Alessandra Sensini    | Blanca Manchón        |
| 2008     | Marina Alabau         | Charline Picon        | Faustine Merret       |
| 2009     | Marina Alabau         | Blanca Manchón        | Bryony Shaw           |
| 2010     | Marina Alabau         | Laura Linares         | Zofia Noceti-Klepacka |
| 2011     | Zofia Noceti-Klepacka | Lee-el Korzits        | Pauline Perrin        |
| 2012     | Marina Alabau         | Mayaan Davidovich     | Tuuli Petaja          |
| 2013     | Charline Picon        | Bryony Shaw           | Blanca Manchón        |
| 2014     | Charline Picon        | Marina Alabau         | Zofia Noceti-Klepacka |
| 2015     | Bryony Shaw           | Malgorzata Bialecka   | Zofia Noceti-Klepacka |
| 2016     | Charline Picon        | Zofia Noceti-Klepacka | Stefania Elfutina     |
| 2017     | Zofia Noceti-Klepacka | Stefania Elfutina     | Flavia Tartaglini     |
| 2018     | Zofia Noceti-Klepacka | Stefania Elfutina     | Emma Wilson           |
| 2019     | Lilian de Geus        | Emma Wilson           | Charline Picon        |
| 2020     | Charline Picon        | Katy Spychakov        | Zofia Noceti-Klepacka |
| 2021     | Charline Picon        | Lilian de Geus        | Zofia Klepacka        |

## Tableaux des médailles
Mis à jour après l'édition 2021
| Rang  | Pays        | Médaille d'or, Europe | Médaille d'argent, Europe | Médaille de bronze, Europe | Total |
| ----- | ----------- | --------------------- | ------------------------- | -------------------------- | ----- |
| 1     | Pologne     | 8                     | 3                         | 10                         | 21    |
| 2     | France      | 7                     | 4                         | 9                          | 20    |
| 3     | Espagne     | 6                     | 2                         | 4                          | 12    |
| 4     | Israël      | 3                     | 6                         | 2                          | 11    |
| 5     | Pays-Bas    | 3                     | 4                         | 1                          | 8     |
| 6     | Royaume-Uni | 2                     | 4                         | 2                          | 8     |
| 7     | Grèce       | 1                     | 4                         | 0                          | 5     |
| 8     | Italie      | 1                     | 3                         | 2                          | 6     |
| 9     | Portugal    | 1                     | 0                         | 0                          | 1     |
| 10    | Russie      | 0                     | 2                         | 1                          | 3     |
| 11    | Finlande    | 0                     | 0                         | 1                          | 1     |
| Total | Total       | 32                    | 32                        | 32                         | 96    |

| Rang  | Pays        | Médaille d'or, Europe | Médaille d'argent, Europe | Médaille de bronze, Europe | Total |
| ----- | ----------- | --------------------- | ------------------------- | -------------------------- | ----- |
| 1     | Pologne     | 5                     | 1                         | 5                          | 11    |
| 2     | Israël      | 3                     | 3                         | 2                          | 8     |
| 3     | France      | 2                     | 3                         | 5                          | 10    |
| 4     | Pays-Bas    | 2                     | 3                         | 1                          | 6     |
| 5     | Grèce       | 1                     | 4                         | 0                          | 5     |
| 6     | Italie      | 1                     | 1                         | 1                          | 3     |
| 7     | Royaume-Uni | 1                     | 1                         | 0                          | 2     |
| 8     | Portugal    | 1                     | 0                         | 0                          | 1     |
| 9     | Espagne     | 0                     | 0                         | 2                          | 2     |
| Total | Total       | 16                    | 16                        | 16                         | 48    |

| Rang  | Pays        | Médaille d'or, Europe | Médaille d'argent, Europe | Médaille de bronze, Europe | Total |
| ----- | ----------- | --------------------- | ------------------------- | -------------------------- | ----- |
| 1     | Espagne     | 6                     | 2                         | 2                          | 10    |
| 2     | France      | 5                     | 1                         | 4                          | 10    |
| 3     | Pologne     | 3                     | 2                         | 5                          | 10    |
| 4     | Royaume-Uni | 1                     | 3                         | 2                          | 6     |
| 5     | Pays-Bas    | 1                     | 1                         | 0                          | 2     |
| 6     | Israël      | 0                     | 3                         | 0                          | 3     |
| 7     | Italie      | 0                     | 2                         | 1                          | 3     |
| 7     | Russie      | 0                     | 2                         | 1                          | 3     |
| 9     | Finlande    | 0                     | 0                         | 1                          | 1     |
| Total | Total       | 16                    | 16                        | 16                         | 48    |